# Lobogestoria gibbicollis
Lobogestoria gibbicollis är en skalbaggsart som beskrevs av Edmund Reitter 1878. Lobogestoria gibbicollis ingår i släktet Lobogestoria och familjen barkbaggar. Inga underarter finns listade i Catalogue of Life.